# Cometa no periòdic
Es dona el nom de  cometes no periòdics  als cometes que tenen un període orbital de més de 200 anys (p > 200 a), incloent una sola aparició dels cometes que passen a través de l'interior del sistema solar. En general són d'òrbites parabòliques (quan el normal és que siguin el·líptiques) que no tornen als voltants del sol durant milers d'anys - si és que mai tornen (cal tenir en compte que alguns utilitzen el terme "cometa no periòdic" per referir-se exclusivament als cometes que  mai  tornaran a les proximitats del Sol).
Els noms oficials dels "cometes no periòdics" comencen amb una " C ", i els cometes que s'han perdut o han desaparegut reben els noms que comencen amb una " D ", de "desaparegut". Un exemple d'aquest darrer cas n'és el Cometa Lexell (D/1770 L1), que se sap que probablement ha estat expulsat del sistema solar per Júpiter, o el famós cometa Biela (3D/Biela).